# ルシアーノ・ガジェッティ
ルシアーノ・マルティン・ガジェッティ（Luciano Martín Galletti, 1980年4月9日 - ）は、アルゼンチン・ラプラタ出身の元同国代表サッカー選手。現役時代のポジションはミッドフィールダー（右ウィング）。現在は自身がプレーしたこともあるオリンピアコスFCでスカウトを務める。

## 経歴
2001年夏にレアル・サラゴサに移籍したが、2001-02シーズンは20位に終わりセグンダ・ディビシオンに降格した。自身は降格後もチームに残り、2002-03シーズンは7得点を挙げ1シーズンでのプリメーラ・ディビシオン復帰に貢献した。サラゴサで4シーズン過ごし、2005年夏にアトレティコ・マドリードに移籍した。アトレティコではマキシ・ロドリゲスがいるため控えであったが、ロドリゲスやマルティン・ペトロフが出場できないときは右サイドに入っていた。2007年、ギリシャのオリンピアコスFCに移籍した。2007-08シーズンは24試合に出場し、ギリシャ・スーパーリーグ優勝を果たした。2008-09シーズンは14得点し、イスマエル・ブランコと並んで得点王になるとともに2シーズン連続のリーグタイトルを獲得した。しかしながら、2009年2月に深刻な腎不全に罹っていることが発覚し、同シーズンの以降の試合を全て欠場することを余儀なくされた。オリンピアコスと2013年まで契約を延長したものの、2010年に一度現役を引退。2013-14シーズンに現役復帰しOFIクレタでプレーした。
2014年9月より、オリンピアコスのスカウトを務めている。

## タイトル

### クラブ
サラゴサ
- コパ・デル・レイ : 2003-04
- スーペルコパ・デ・エスパーニャ : 2004

オリンピアコス
- ギリシャ・スーパーリーグ : 2007-08, 2008-09
- キペロ・エラーダス : 2007-08, 2008-09
- ギリシャ・スーパーカップ : 2007

### 代表
アルゼンチン U-20
- 南米ユース選手権 : 1999

### 個人
- 南米ユース選手権得点王 : 1999（9得点）
- ギリシャ・スーパーリーグ得点王 : 2008-09（14得点）